# Animal-Assisted Therapy
Animal-Assisted Therapy (AAT) – w obrębie zooterapii: celowo ukierunkowana interwencja, podczas której wypełniające określone kryteria zwierzę, stanowi integralny element procesu leczniczego człowieka.
Proces ten może mieć charakter grupowy lub indywidualny i ma za zadanie promocję poprawy funkcjonowania człowieka w obszarze fizycznym, społecznym, emocjonalnym i kognitywnym. Prowadzony jest pod kierunkiem wyspecjalizowanego pracownika służb zdrowotnych lub społecznych z odpowiednimi uprawnieniami. Cele terapeutyczne są tu skonkretyzowane, a efekty ewaluowane. Podczas terapii możliwy jest udział właściciela zwierzęcia, jednak jego zadaniem jest podporządkowanie się zaleceniom prowadzącego terapię.